# العلاقات الأمريكية المنغولية
العلاقات الأمريكية المنغولية هي العلاقات الثنائية التي تجمع بين الولايات المتحدة ومنغوليا.

## مقارنة بين البلدين
هذه مقارنة عامة ومرجعية للدولتين:
| وجه المقارنة                                              | الولايات المتحدة                                                                                                  | منغوليا         |
| --------------------------------------------------------- | --- | --------------- |
| المساحة (كم2)                                             | 9.83 مليون | 1.57 مليون      |
| عدد السكان (نسمة)                                         | 311.58 مليون | 3.08 مليون      |
| الكثافة السكانية (ن./كم²)                                 | 31.7 | 1.96            |
| العاصمة                                                   | واشنطن العاصمة | أولان باتور     |
| اللغة الرسمية                                             | لغة إنجليزية | اللغة المنغولية |
| العملة                                                    | دولار أمريكي | توغروغ منغولي   |
| الناتج المحلي الإجمالي (بليون دولار)                      | 19.39 تريليون | 11.49 مليار     |
| الناتج المحلي الإجمالي (تعادل القوة الشرائية) بليون دولار | 18.04 تريليون | 36.16 مليار     |
| الناتج المحلي الإجمالي الاسمي للفرد دولار أمريكي          | 56.12 ألف | 3.97 ألف        |
| الناتج المحلي الإجمالي للفرد دولار أمريكي                 | 54.63 ألف | 11.95 ألف       |
| مؤشر التنمية البشرية                                      | 0.920 | 0.727           |
| رمز المكالمات الدولي                                      | +1 | +976            |
| رمز الإنترنت                                              | .us، حكومة، .mil، Edu.                                                                                            | .mn             |
| المنطقة الزمنية                                           | توقيت ساموا الأمريكية، توقيت أطلنطي موحد، منطقة زمنية وسطى، توقيت ألاسكا ‏، المنطقة الزمنية الجبلية، توقيت تشامرو ‏ | ت ع م+08:00     |

## مدن متوأمة
في ما يلي قائمة باتفاقيات التوأمة بين مدن أمريكية ومنغولية:
- ترتبط أوكلاند مع أولان باتور باتفاقية توأمة.
- ترتبط فيربانكس مع إردينت باتفاقية توأمة.
- ترتبط دنفر مع أولان باتور باتفاقية توأمة منذ 1975.

## منظمات دولية مشتركة
يشترك البلدان في عضوية مجموعة من المنظمات الدولية، منها:
| علم المنظمة | اسم المنظمة                               | تاريخ انضمام الولايات المتحدة | تاريخ انضمام منغوليا |
| ----------- | ----------------------------------------- | ----------------------------- | -------------------- |
|             | وكالة ضمان الاستثمار متعدد الأطراف        | 12 أبريل 1988                 | 21 يناير 1999        |
|             | الاتحاد الدولي للاتصالات                  | 1 يوليو 1908                  | 27 أغسطس 1964        |
|             | يونسكو                                    | 4 نوفمبر 1946                 | 1 نوفمبر 1962        |
|             | الأمم المتحدة                             | 24 أكتوبر 1945                | 27 أكتوبر 1961       |
|             | بنك التنمية الآسيوي                       | 1966                          | 1991                 |
|             | مؤسسة التمويل الدولية                     | 20 يوليو 1956                 | 14 فبراير 1991       |
|             | منظمة الشرطة الجنائية الدولية             | ?                             | ?                    |
|             | الاتحاد البريدي العالمي                   | ?                             | ?                    |
|             | منظمة حظر الأسلحة الكيميائية              | ?                             | ?                    |
|             | منظمة التجارة العالمية                    | ?                             | ?                    |
|             | منظمة الأمن والتعاون في أوروبا            | 25 يونيو 1973                 | 21 نوفمبر 2012       |
|             | المركز الدولي لتسوية المنازعات الاستشارية | 14 أكتوبر 1966                | 14 يوليو 1991        |
|             | البنك الدولي للإنشاء والتعمير             | 27 ديسمبر 1945                | 14 فبراير 1991       |
|             | منتدى آسيان الإقليمي ‏                     | ?                             | ?                    |
|             | مؤسسة التنمية الدولية                     | 24 سبتمبر 1960                | 14 فبراير 1991       |
|             | الفريق المعني برصد الأرض                  | ?                             | ?                    |

## وصلات خارجية
- موقع وزارة الخارجية الأمريكية
- موقع وزارة الخارجية المنغولية